# Protetorado Francês em Marrocos
O Protetorado Francês em Marrocos (em francês Protectorat français au Maroc) foi estabelecido pelo Tratado de Fez na região que hoje compreende o moderno Marrocos. Existiu entre 1912 — quando se estabeleceu fomalmente um protetorado — até a independência do Marrocos, a 2 de março de 1956 e compreendia a área entre Fez e Rabat ao sul até Mogador.
As atividades francesas no Marrocos começaram no século XIX. Em 1904 a França e a Espanha dividiram secretamente o território do até então sultanato, com a Espanha criando também depois um protetorado com a sua parte.
Os franceses emitiram moedas para seu uso no protetorado entre 1921 a 1956, que continuou a circular nos primeiros anos após a independência do país até a criação de uma moeda local, o que só ocorreria em 1974 quando o Franco foi substituído pela antiga moeda do país, o dirrã, sendo até hoje a unidade monetária do Marrocos.